# Gaston Goor
Pour les articles homonymes, voir Goor (homonymie).
Gaston Goor (Lunéville, 26 octobre 1902 – Le Thoronet, 13 décembre 1977) est un peintre, illustrateur et sculpteur français dont l’œuvre, très orienté sur des thèmes pédérastiques ou homosexuels, est resté relativement confidentiel.

## Biographie
Né à Lunéville en 1902, Gaston Goor fait l'école des Beaux-Arts de Nancy et s'installe à Paris en 1925 dans l'atelier d'Amédée Ozenfant.
C'est à la suite de sa rencontre avec André Gide, qu'il illustre une quarantaine de livres des éditions du Capitole. On retrouve aussi ses dessins dans la revue L'Illustration, notamment celui consacré à l'Exposition coloniale internationale de 1931 commandé par le Maréchal Lyautey. Il se lie également d'amitié avec Renaud Icard, ami de Gide avec qui il entretiendra une forte correspondance.
Retiré à Hyères, il meurt d’un cancer à l’hôpital de Toulon le 13 décembre 1977. Il est inhumé dans la sépulture de son père, à Vidauban dans le Var (tombe en très mauvais état, en octobre 2020, une procédure en "état d'abandon" a été constatée par la mairie).

## Quelques œuvres
L’essentiel de la production de Gaston Goor facilement accessible est constitué de travaux d’illustration pour l’édition. Ses tableaux sont quasiment tous dans des collections privées.
- Lithographies pour Les amitiés particulières de Roger Peyrefitte, Paris, Flammarion, 1953 (J. Dumoulin ; Marcel Manequin, 10 mai 1953), 2 vol., [4]-180 p.-12 pl., [4]-180 p.-12 pl., 24 lithographies ; 29 × 20 cm (édition limitée à 740 ex.)
- 32 illustrations dans le livre Mon Page de Renaud Icard - Éditions Quintes-Feuilles, 2009 -  (ISBN 978-2953288513)
- Illustrations pour Un Jardin sur l'Oronte de Maurice Barrès, Monaco, A la voile latine, 1949 (édition limitée à 950 ex.)